# Banca de desarrollo
A nivel mundial existen diversas instituciones o entidades que se categorizan como instituciones de Banca de desarrollo. Las instituciones que se encuentran dentro de esta categoría son entidades pertenecientes a la Administración Pública Federal, estas manejan una personalidad de carácter jurídico y patrimonios propios. En México, las Bancas de desarrollo se encuentra constituidas como sociedades nacionales de crédito y forman parte del Sistema Bancario Mexicano (SBM). El objetivo fundamental de estas instituciones es facilitar el acceso al ahorro y el financiamiento a personas físicas y morales, además de ofrecer asistencia y capacitación.

## Importancia de la Banca de Desarrollo en México
Durante varios años en México, la Banca de Desarrollo ha sido uno de los principales medios para el impulso del crecimiento económico y el bienestar social, ya que apoya con financiamiento la creación y la expansión de empresas productivas, enfocándose principalmente en áreas fundamentales para el desarrollo de la nación, tales como:
- La obra pública (Infraestructura).[3][4]
- El comercio exterior.[3][4]
- La vivienda, y[3][4]
- PyMes.[3][4]

Según información de la Comisión Nacional Bancaria y de Valores (CNBV), en la actualidad se requiere dar mayor apoyo al crecimiento económico, el empleo y la competitividad. (CNBV, 2015) Es importante definir claramente los objetivos para dar seguimiento y soporte a los puntos mencionados, y que las diversas instituciones que integran a la Banca de Desarrollo mexicana se adapten a los requerimientos para el crecimiento económico, el empleo y la competitividad.
Al día de hoy existen seis entidades que constituyen el sistema de banca de desarrollo en México, atendiendo diversos sectores como: PyMes, obra pública, comercio exterior, vivienda, ahorro y crédito al sector militar. Las instituciones que lo conforman son las siguientes:
- Nacional Financiera, S.N.C. (NAFIN)[5][6][7]
- Banco Nacional de Obras y Servicios Públicos, S.N.C. (BANOBRAS)[5][6][7]
- Banco Nacional del Comercio Exterior, S.N.C. (BANCOMEXT)[5][6][7]
- Sociedad Hipotecaria Federal, S.N.C. (SHF)[5][6][7]
- Banco del Ahorro Nacional y Servicios Financieros, S.N.C. (BANSEFI)[5][6][7]
- Banco Nacional del Ejército, Fuerza Aérea y Armada, S.N.C. (BANJERCITO)[5][6][7]
- Financiera Nacional de Desarrollo Agropecuario, Rural, Forestal y Pesquero (FND)
- Fondo de Capitalización e Inversión del Sector Rural (FOCIR)
- Fideicomisos Instituidos en Relación con la Agricultura (FIRA)

La Banca de Desarrollo debe preservar su capital para poder sustentar y continuar sus operaciones, mediante el manejo adecuado de recursos.

## Evolución e historia de la Banca de Desarrollo
La Banca de Desarrollo surge en los años 20 con el fin de proporcionar servicios financieros en los sectores prioritarios para el desarrollo económico del país, siendo promotora del sistema financiero, del ahorro y de la inversión en proyectos industriales, de desarrollo rural y en otras áreas. En las últimas décadas, la Banca de Desarrollo ha confrontado diversas etapas mediante las cuales se posiciona como el motor financiero del gobierno federal. Dichas etapas son:

### Crecimiento Insostenible (1991-1994)
En esta etapa el crecimiento en la cartera para la Banca de Desarrollo resultó insostenible, debido a los malos procesos de otorgamiento y seguimiento de crédito, por esto se dio una acumulación de cartera vencida que después requirió un saneamiento y el apoyo del Gobierno Federal para solventar los gastos.

### Saneamiento Financiero (1995-2000)
En esta etapa se da el proceso de saneamiento financiero que fue necesario después de la crisis financiera de 1994. La Banca de Desarrollo tuvo que establecer medidas para sanear su balance y esto derivó en una gran caída en la cartera de crédito.

### Estabilización y Modernización (2000-2006)
En esta etapa se dio un proceso de modernización para mejorar la sustentabilidad financiera y volver eficientes los lineamientos operativos y el gobierno corporativo de la Banca de Desarrollo. Una de las medidas adoptadas por la Banca de Desarrollo fue la homologación de la regulación de la Banca de Desarrollo a la regulación de la Banca Múltiple y a las prácticas internacionales; se realizaron cambios en el marco jurídico para volver transparente a la gestión de las instituciones, además de incluir consejeros independientes en los órganos de gobierno. También surgieron instituciones focalizadas a una población específica que manejan sólidos principios financieros (p.e. Sociedad Hipotecaria Federal y BANSEFI) y se eliminaron los que dejaron de ser funcionales (p.e. PAHNAL, BANRURAL y BNCI). Se comienzan a utilizar garantías para incentivar a los intermediarios financieros a financiar a sectores prioritarios.

### Expansión Controlada (2006 a la fecha)
Finalmente se implementa la administración actual con una base financiera sólida que desde su inicio reconoce a la Banca de Desarrollo como un instrumento de política económica para el desarrollo del país.
En la administración actual se ha incrementado la cartera de la Banca como porcentaje de la banca privada pasando del 45% al final de 2006 a representar el 51% durante el último cuatrimestre de 2010. Esto se ha dado como parte de la política instaurada de complementariedad de la Banca de Desarrollo con el sector financiero privado.